# ادوارد کربی
ادوارد کربی (انگلیسی: Edward Kirby; ۳۰ اکتبر ۱۹۰۱ – ۵ ژوئیهٔ ۱۹۶۸) ورزشکار دو و میدانی اهل ایالات متحده آمریکا بود.